# Gyrinus parcus
Gyrinus parcus là một loài bọ cánh cứng trong họ van Gyrinidae. Loài này được Say miêu tả khoa học năm 1830.